# Phân họ Ếch cà chua
Phân họ Ếch cà chua (danh pháp khoa học: Dyscophinae) là một phân họ của họ Nhái bầu. Tên gọi ếch cà chua là do màu đỏ tươi trên da của một số loài trong phân họ này.

## Các chi
Trước sửa đổi lớn năm 2006 của Frost và ctv thì phân họ này bao gồm 2 chi:
- Calluella Stoliczka, 1872: 7 loài. Từ năm 2006 đã chuyển sang phân họ Microhylinae.
- Dyscophus Grandidier, 1872: 3 loài ở Madagascar. Loài thứ tư, Dyscophus philippensis (Grandidier, 1872) (ếch cà chua nâu Philippine), là đáng nghi vấn.

## Hình ảnh

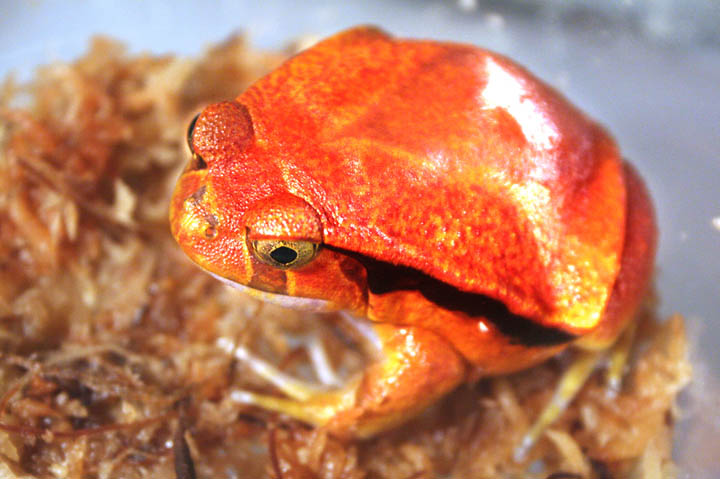
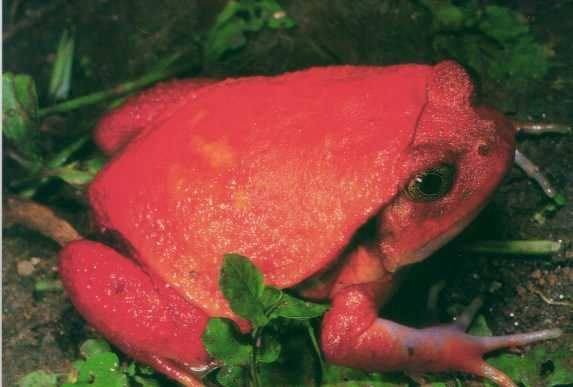
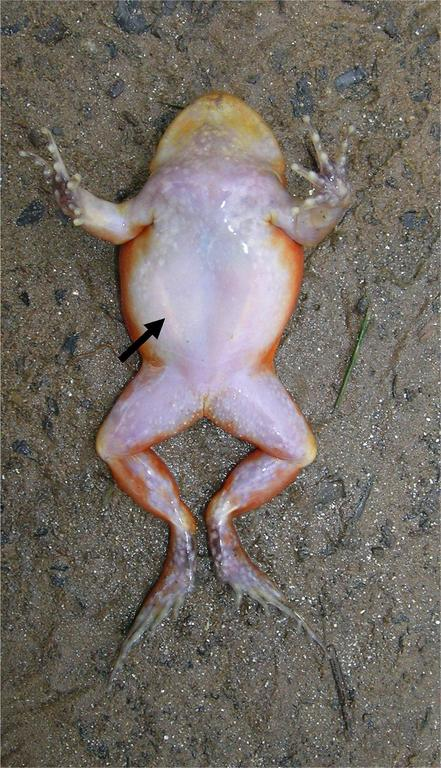
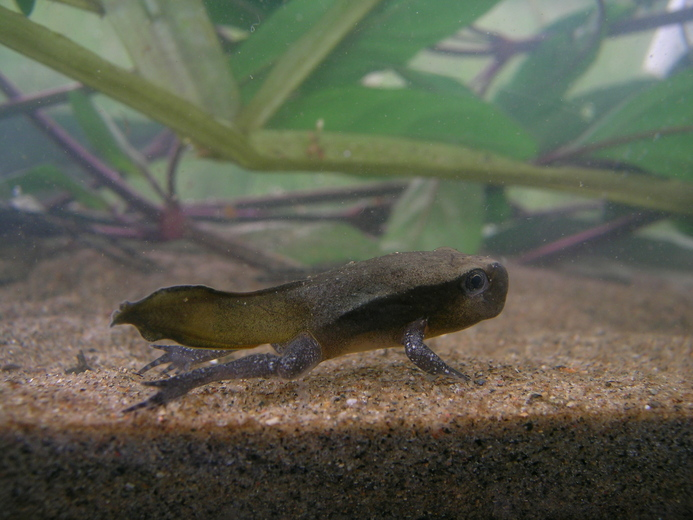